# ريناتو
ريناتو (بالبرتغالية:Renato) (مواليد 15 مايو 1979 في سانتا ميرسيديس - البرازيل) لاعب كرة قدم برازيلي يلعب حاليا لصالح نادي الدرجة الأولى إشبيلية الإسباني منذ 2004 في مركز الوسط المهاجم .

## روابط خارجية
- ريناتو على موقع الاتحاد الدولي (مؤرشف)  (الإنجليزية)
- ريناتو على موقع الاتحاد الأوربي (الإنجليزية)
- ريناتو على موقع قاعدة بيانات كرة القدم.إي يو (الإنجليزية)
- ريناتو على موقع ناشيونال فوتبول تيمز (الإنجليزية)
- ريناتو على موقع Soccerway.com (الإنجليزية)
- ريناتو على موقع عالم كرة القدم.نت (الإنجليزية)
- ريناتو على موقع كووورة